# 部分排泄率
部分排泄率（fractional excretion;FE）とは腎臓学で使われる指標のひとつであり、ある電解質のクリアランスをクレアチニンクリアランスで割ったものである。腎不全で脱水によるものか、腎障害によるものかを判別するのに用いるナトリウム部分排泄率が有名である。
血清レベルの変化と部分排泄率の変化の組み合わせで血清レベルの変化が腎からの排出変化が主体であるのか否かを判断することができる。
血清レベルが上昇しているとき
部分排泄率増加→過剰摂取
部分排泄率低下→腎からの排出低下
血清レベルが低下しているとき
部分排泄率増加→腎からの排出亢進
部分排泄率低下→摂取不足
これは摂取量が多ければ、尿中の排泄量は増加し、少なければ低下するというホメオスタシスの考え方と一致する。

## 有名な部分排泄率
ナトリウム部分排泄率
これが1％未満であったら脱水を考える。腎前性腎不全の所見である。
カリウム部分排泄率
正常は12.5～25％である。カリウムは摂取量と排出量が等しくなる数少ないイオンである。
尿素窒素部分排泄率
これが40％未満であったら脱水を考える。腎前性腎不全の所見である。